# Ascoli Picchio F.C. 1898 2017-2018
Questa voce raccoglie le informazioni riguardanti l'Ascoli Picchio F.C. 1898 nelle competizioni ufficiali della stagione 2017-2018.

## Divise e sponsor
Lo sponsor tecnico per la stagione 2017-2018 è Nike mentre è assente un vero e proprio sponsor ufficiale: sulle maglie è infatti apposto il marchio Amatrice Accumoli Arquata #SOSAAA, volto alla sensibilizzazione in favore delle iniziative a beneficio delle località maggiormente colpiti dal terremoto del Centro Italia del 2016 e del 2017.
La prima maglia presenta frontalmente la classica palatura bianco-nera, che tuttavia lascia libere spalle e maniche, secondo lo stile detto raglan. Il retro (esclusa la zona scapolare, bianca) è integralmente nero. Pantaloncini e calzettoni sono bianchi.
La seconda maglia presenta il busto arancione (sia anteriormente che posteriormente): le spalle sono solcate da una striscia bianca che prosegue fin sulle maniche (colorate di nero). Egualmente arancioni sono calzoncini e calzettoni.
La terza maglia ripropone il modello della seconda casacca 2016-2017: frontalmente nera con un largo "palo" centrale grigio, mentre il retro è uniformemente nero, al pari di calzoncini e calzettoni. Rispetto alla maglia dell'anno precedente sparisce tuttavia il disegno tono-su-tono del picchio applicato sul fianco destro.
| Casa | Trasferta | Terza divisa |  |

## Rosa
| N. |                    | Ruolo | Calciatore           |
| -- | ------------------ | ----- | -------------------- |
| 1  | Italia (bandiera)  | P     | Ivan Lanni           |
| 2  | Senegal (bandiera) | D     | Ismaila Diop         |
| 3  | Italia (bandiera)  | D     | Giacomo Mataloni     |
| 4  | Italia (bandiera)  | D     | Ivan De Santis       |
| 5  | Italia (bandiera)  | D     | Andrea Mengoni       |
| 6  | Italia (bandiera)  | C     | Tommaso Bianchi      |
| 7  | Italia (bandiera)  | A     | Claudio Santini      |
| 7  | Brasile (bandiera) | C     | Raphael Martinho     |
| 8  | Italia (bandiera)  | C     | Gianluca Carpani     |
| 9  | Italia (bandiera)  | A     | Lorenzo Rosseti      |
| 10 | Uruguay (bandiera) | A     | Ignacio Lores Varela |
| 11 | Italia (bandiera)  | A     | Gianmarco De Feo     |
| 12 | Italia (bandiera)  | P     | Vincenzo Venditti    |
| 13 | Francia (bandiera) | D     | Guillaume Gigliotti  |
| 14 | Romania (bandiera) | D     | Vasile Mogoș         |
| 15 | Italia (bandiera)  | A     | Leonardo Perez       |
| 18 | Italia (bandiera)  | C     | Samuele Parlati      |
| 19 | Ghana (bandiera)   | C     | Bright Addae         |

| N. |                    | Ruolo | Calciatore                   |
| -- | ------------------ | ----- | ---------------------------- |
| 20 | Italia (bandiera)  | C     | Daniele Buzzegoli (capitano) |
| 21 | Italia (bandiera)  | C     | Fabio Castellano             |
| 22 | Italia (bandiera)  | P     | Michael Agazzi               |
| 23 | Italia (bandiera)  | D     | Davide Cinaglia              |
| 23 | Italia (bandiera)  | A     | Simone Ganz                  |
| 24 | Italia (bandiera)  | D     | Emanuele Padella             |
| 25 | Italia (bandiera)  | C     | Filippo Florio               |
| 26 | Italia (bandiera)  | D     | Giovanni Pinto               |
| 27 | Italia (bandiera)  | A     | Luca Clemenza                |
| 28 | Italia (bandiera)  | C     | Christian D'Urso             |
| 29 | Italia (bandiera)  | A     | Enrico Baldini               |
| 30 | Italia (bandiera)  | A     | Andrea Favilli               |
| 31 | Italia (bandiera)  | D     | Matteo Perri                 |
| 32 | Italia (bandiera)  | P     | Riccardo Ragni               |
| 32 | Senegal (bandiera) | C     | Franck Kanouté               |
| 33 | Italia (bandiera)  | D     | Daniele Mignanelli           |
| 34 | Italia (bandiera)  | D     | Nicolò Cherubin              |
| 45 | Italia (bandiera)  | A     | Gaetano Monachello           |

## Calciomercato

### Sessione estiva(dal 01/07 al 31/08)
| Acquisti | Acquisti                 | Acquisti  | Acquisti                                          |
| R.       | Nome                     | da        | Modalità                                          |
| -------- | ------------------------ | --------- | ------------------------------------------------- |
| D        | Ivan Francesco De Santis | Milan     | definitivo                                        |
| D        | Emanuele Padella         | Benevento | definitivo                                        |
| A        | Enrico Baldini           | Inter     | definitivo                                        |
| C        | Daniele Buzzegoli        | Benevento | definitivo                                        |
| C        | Christian D'Urso         | Roma      | prestito con diritto di riscatto e controriscatto |
| A        | Luca Clemenza            | Juventus  | prestito con diritto di riscatto e controriscatto |
| A        | Gianmarco De Feo         | Siena     | definitivo                                        |
| A        | Claudio Santini          | Pontedera | definitivo                                        |
| A        | Ignacio Lores Varela     | Pisa      | definitivo                                        |
| A        | Lorenzo Rosseti          | Juventus  | definitivo                                        |
| C        | Fabio Castellano         | Atalanta  | definitivo                                        |
| D        | Giovanni Pinto           | Parma     | prestito con diritto di riscatto                  |

| Cessioni | Cessioni               | Cessioni            | Cessioni      |
| R.       | Nome                   | a                   | Modalità      |
| -------- | ---------------------- | ------------------- | ------------- |
| D        | Alberto Almici         | Atalanta            | fine prestito |
| D        | Błażej Augustyn        | Lechia Danzica      | definitivo    |
| D        | Gian Filippo Felicioli | Milan               | fine prestito |
| C        | Francesco Cassata      | Juventus            | fine prestito |
| C        | Flavio Lazzari         | Viterbese Castrense | definitivo    |
| C        | Vykintas Slivka        | Juventus            | fine prestito |
| A        | Accursio Bentivegna    | Palermo             | fine prestito |
| A        | Leonardo Gatto         | Atalanta            | fine prestito |
| A        | Riccardo Orsolini      | Juventus            | fine prestito |
| P        | Andrea D'Egidio        | Südtirol            | prestito      |
| C        | Luigi Giorgi           | Spezia              | definitivo    |
| A        | Daniele Cacia          | Cesena              | definitivo    |

## Risultati

### Serie B

#### Girone di andata
| Arbitro: | Pezzuto (Lecce) |

|                                    |           |                         |
| Schenetti 22’ Kouamé 36’ Siega 44’ | Marcatori | 10’ Santini 78’ Rosseti |

| Arbitro: | Giua (Olbia) |

|                    |           |  |
| Rosseti 11’ (rig.) | Marcatori |  |

| Arbitro: | Marini (Roma) |

|                 |           |                  |
| Lores Varela 6’ | Marcatori | 39’, 50’ Da Cruz |

| Arbitro: | Balice (Termoli) |

|                                        |           |  |
| Donnarumma 37’ Caputo 50’ Ninković 85’ | Marcatori |  |

| Arbitro: | Minelli (Varese) |

|  |           |                 |
|  | Marcatori | 90+5’ Terranova |

| Arbitro: | Illuzzi (Molfetta) |

|  |           |                              |
|  | Marcatori | 84’ Lores Varela 87’ Baldini |

| Ascoli Piceno 30 settembre 2017, ore 15:00 CEST 7ª giornata | Ascoli           | 0 – 0 referto | Palermo | Stadio Cino e Lillo Del Duca (5 577 spett.)\| Arbitro: \| Pinzani (Empoli) \| |
| Arbitro:                                                    | Pinzani (Empoli) |               |         |                                                                               |

| Salerno 7 ottobre 2017, ore 18:00 CEST 8ª giornata | Salernitana          | 0 – 0 referto | Ascoli | Stadio Arechi (8 360 spett.)\| Arbitro: \| Pillitteri (Palermo) \| |
| Arbitro:                                           | Pillitteri (Palermo) |               |        |                                                                    |

| Arbitro: | Ros (Pordenone) |

|                              |           |                                  |
| Carpani 50’ Favilli 56’, 62’ | Marcatori | 15’ Zigoni 60’ Marsura 74’ Geijo |

| Arbitro: | Nasca (Bari) |

|              |           |             |
| Montalto 79’ | Marcatori | 73’ Favilli |

| Arbitro: | Balice (Termoli) |

|                                             |           |             |
| D'Urso 53’ Carpani 85’ Favilli 90+5’ (rig.) | Marcatori | 90+3’ Terzi |

| Arbitro: | Minelli (Varese) |

|                                              |           |  |
| Galano 54’ Mogos 59’ (aut.) Floro Flores 73’ | Marcatori |  |

| Arbitro: | Saia (Palermo) |

|                                    |           |                           |
| Malcore 27’, 40’, 54’ Carletti 83’ | Marcatori | 19’ Parlati 45+1’ Favilli |

| Arbitro: | Rapuano (Rimini) |

|  |           |                           |
|  | Marcatori | 66’ Camporese 84’ Chiricò |

| Arbitro: | Sacchi (Macerata) |

|                                                      |           |  |
| Iacoponi 6’ Lanni 74’ (aut.) Baraye 87’ Munari 90+4’ | Marcatori |  |

| Ascoli Piceno 25 novembre 2017, ore 15:00 CET 16ª giornata | Ascoli       | 0 – 0 referto | Cremonese | Stadio Cino e Lillo Del Duca (5 024 spett.)\| Arbitro: \| Nasca (Bari) \| |
| Arbitro:                                                   | Nasca (Bari) |               |           |                                                                           |

| Arbitro: | Marini (Roma) |

|             |           |  |
| Falco 90+2’ | Marcatori |  |

| Arbitro: | Piccinini (Forlì) |

|             |           |           |
| Clemenza 3’ | Marcatori | 90’ Aramu |

| Arbitro: | Chiffi (Padova) |

|                   |           |           |
| L. Castaldo 45+1’ | Marcatori | 59’ Perez |

| Arbitro: | Baroni (Firenze) |

|                |           |               |
| T. Bianchi 49’ | Marcatori | 39’ Crescenzi |

| Arbitro: | Pinzani (Empoli) |

|  |           |               |
|  | Marcatori | 49’ Buzzegoli |

#### Girone di ritorno
| Arbitro: | Aureliano (Bologna) |

|                |           |                   |
| Monachello 41’ | Marcatori | 63’ Iori 86’ Vido |

| Arbitro: | Ghersini (Genova) |

|                             |           |  |
| Castiglia 27’ Bifulco 90+3’ | Marcatori |  |

| Arbitro: | Sacchi (Macerata) |

|            |           |                              |
| Pușcaș 29’ | Marcatori | 33’ Buzzegoli 37’ Monachello |

| Arbitro: | Pezzuto (Lecce) |

|               |           |                         |
| De Santis 77’ | Marcatori | 15’ Krunić 66’ Ninković |

| Arbitro: | Illuzzi (Molfetta) |

|                           |           |  |
| Dionisi 7’ D. Ciofani 23’ | Marcatori |  |

| Arbitro: | La Penna (Roma) |

|                        |           |            |
| Mogos 25’ Clemenza 51’ | Marcatori | 41’ Fedele |

| Arbitro: | Martinelli (Roma) |

|                                               |           |                |
| Rispoli 46’, 55’ Coronado 48’ Nestorovski 83’ | Marcatori | 42’ T. Bianchi |

| Arbitro: | Nasca (Bari) |

|               |           |                               |
| Carpani 90+4’ | Marcatori | 29’, 70’ Bocalon 65’ Casasola |

| Arbitro: | Piccinini (Forlì) |

|                  |           |  |
| Geijo 47’ (rig.) | Marcatori |  |

| Arbitro: | Abbattista (Molfetta) |

|                                   |           |                |
| Padella 20’ Monachello 85’ (rig.) | Marcatori | 48’ Gasparetto |

| Arbitro: | Piscopo (Imperia) |

|               |           |             |
| Marilungo 70’ | Marcatori | 90+1’ Lores |

| Arbitro: | Ros (Pordenone) |

|              |           |  |
| Buzzegoli 3’ | Marcatori |  |

| Arbitro: | Chiffi (Padova) |

|                           |           |  |
| Monachello 3’ Mengoni 45’ | Marcatori |  |

| Arbitro: | Fourneau (Roma) |

|                                  |           |  |
| Deli 24’ Mazzeo 44’ Loiacono 57’ | Marcatori |  |

| Arbitro: | Serra (Torino) |

|  |           |           |
|  | Marcatori | 2’ Calaiò |

| Arbitro: | Marinelli (Tivoli) |

|           |           |                     |
| Camará 8’ | Marcatori | 14’, 51’ Monachello |

| Arbitro: | Pezzuto (Lecce) |

|                      |           |                |
| Addae 33’ D'Urso 66’ | Marcatori | 17’, 65’ Cerri |

| Arbitro: | Pinzani (Empoli) |

|              |           |                |
| Petrović 48’ | Marcatori | 15’ Monachello |

| Arbitro: | Ghersini (Genova) |

|           |           |                 |
| Pinto 44’ | Marcatori | 32’ L. Castaldo |

| Arbitro: | Aureliano (Bologna) |

|  |           |                |
|  | Marcatori | 18’ T. Bianchi |

| Ascoli Piceno 18 maggio 2018 42ª giornata | Ascoli          | 0 – 0 referto | Brescia | Stadio Cino e Lillo Del Duca (6 693 spett.)\| Arbitro: \| La Penna (Roma) \| |
| Arbitro:                                  | La Penna (Roma) |               |         |                                                                              |

#### Play out
| Chiavari 24 maggio 2018 andata | Virtus Entella      | 0 – 0 referto | Ascoli | Stadio Comunale (4 367 spett.)\| Arbitro: \| Di Paolo (Avezzano) \| |
| Arbitro:                       | Di Paolo (Avezzano) |               |        |                                                                     |

| Ascoli Piceno 31 maggio 2018 ritorno | Ascoli       | 0 – 0 referto | Virtus Entella | Stadio Cino e Lillo Del Duca (10 360 spett.)\| Arbitro: \| Nasca (Bari) \| |
| Arbitro:                             | Nasca (Bari) |               |                |                                                                            |

### Coppa Italia
| Arbitro: | Baroni |

|                                    |           |                 |
| Favilli 27’ (rig.), 39’ De Feo 75’ | Marcatori | 32’, 78’ Paponi |

| Arbitro: | Mariani (Aprilia) |

|                              |           |             |
| Inglese 25’ Cacciatore 90+5’ | Marcatori | 67’ Favilli |

## Statistiche

### Statistiche di squadra
- Statistiche aggiornate al 4 aprile 2018.

| Competizione | Punti                 | In casa | In casa | In casa | In casa | In casa | In casa | In trasferta | In trasferta | In trasferta | In trasferta | In trasferta | In trasferta | Totale | Totale | Totale | Totale | Totale | Totale | D.R. |
| Competizione | Punti                 | G       | V       | N       | P       | Gf      | Gs      | G            | V            | N            | P            | Gf           | Gs           | G      | V      | N      | P      | Gf     | Gs     | D.R. |
| ------------ | --------------------- | ------- | ------- | ------- | ------- | ------- | ------- | ------------ | ------------ | ------------ | ------------ | ------------ | ------------ | ------ | ------ | ------ | ------ | ------ | ------ | ---- |
| Serie B      | 46                    | 21      | 6       | 8       | 7       | 23      | 24      | 21           | 5            | 5            | 11           | 17           | 36           | 42     | 11     | 13     | 18     | 40     | 60     | -20  |
| Play-out     | Vincitore             | 1       | 0       | 1       | 0       | 0       | 0       | 1            | 0            | 1            | 0            | 0            | 0            | 2      | 0      | 2      | 0      | 0      | 0      | 0    |
| Coppa Italia | 3º turno eliminatorio | 1       | 1       | 0       | 0       | 3       | 2       | 1            | 0            | 0            | 1            | 1            | 2            | 2      | 1      | 0      | 1      | 4      | 4      | 0    |
| Totale       | 46                    | 23      | 7       | 9       | 7       | 26      | 26      | 23           | 5            | 6            | 12           | 18           | 38           | 46     | 12     | 15     | 19     | 44     | 64     | -20  |

### Andamento in campionato
| Giornata  | 1  | 2  | 3  | 4  | 5  | 6  | 7  | 8  | 9  | 10 | 11 | 12 | 13 | 14 | 15 | 16 | 17 | 18 | 19 | 20 | 21 | 22 | 23 | 24 | 25 | 26 | 27 | 28 | 29 | 30 | 31 | 32 | 33 | 34 | 35 | 36 | 37 | 38 | 39 | 40 | 41 | 42 |
| --------- | -- | -- | -- | -- | -- | -- | -- | -- | -- | -- | -- | -- | -- | -- | -- | -- | -- | -- | -- | -- | -- | -- | -- | -- | -- | -- | -- | -- | -- | -- | -- | -- | -- | -- | -- | -- | -- | -- | -- | -- | -- | -- |
| Luogo     | T  | C  | C  | T  | C  | T  | C  | T  | C  | T  | C  | T  | T  | C  | T  | C  | T  | C  | T  | C  | T  | C  | T  | T  | C  | T  | C  | T  | C  | T  | C  | T  | C  | C  | T  | C  | T  | C  | T  | C  | T  | C  |
| Risultato | P  | V  | P  | P  | P  | V  | N  | N  | N  | N  | V  | P  | P  | P  | P  | N  | P  | N  | N  | N  | V  | P  | P  | V  | P  | P  | V  | P  | P  | P  | V  | N  | V  | V  | P  | P  | V  | N  | N  | N  | V  | N  |
| Posizione | 18 | 21 | 22 | 20 | 21 | 18 | 18 | 19 | 21 | 20 | 14 | 19 | 21 | 22 | 22 | 22 | 22 | 22 | 22 | 22 | 21 | 21 | 22 | 21 | 21 | 21 | 21 | 21 | 21 | 22 | 21 | 21 | 21 | 20 | 20 | 20 | 20 | 20 | 19 | 19 | 18 | 18 |

Legenda:

Luogo: C = Casa; T = Trasferta. Risultato: V = Vittoria; N = Pareggio; P = Sconfitta.